# Aloe albostriata
Aloe albostriata là một loài thực vật có hoa trong họ Măng tây. Loài này được T.A.McCoy, Rakouth & Lavranos mô tả khoa học đầu tiên năm 2008.